# 亞歷山德克斯·化圖夫斯
亞歷山德克斯·化圖夫斯（1987年6月16日—）是一位拉脫維亞足球運動員。在場上的位置是中場。他現在效力於波蘭足球甲級聯賽球隊凱爾采科羅納足球俱樂部。他也代表拉脫維亞國家足球隊參加比賽。